# Paola Nugnes
Paola Nugnes (Napoli, 23 ottobre 1962) è una politica italiana.

## Biografia
Di professione architetta, vive a Pozzuoli (NA); è sposata e ha due figli.

## Carriera politica
Alle elezioni politiche del 2013 viene eletta al Senato della Repubblica, nelle liste del Movimento 5 Stelle nella circoscrizione Campania. Alle elezioni politiche del 2018 viene rieletta senatrice nel collegio uninominale di Napoli-Fuorigrotta.
Vicina alle posizioni di Roberto Fico, fa parte della corrente di sinistra del Movimento, cosiddetta "ortodossa", critica nei confronti del leader Luigi Di Maio.
Il 7 novembre 2018 non partecipa al voto di fiducia sul decreto sicurezza del Ministro dell'Interno Matteo Salvini, dichiarandosi contraria alle misure in esso contenute.
Il 23 giugno 2019 annuncia la propria volontà di abbandonare il Movimento 5 Stelle dopo 10 anni di militanza, a seguito di dissidi interni circa la gestione del movimento politico. Il 28 giugno 2019 viene espulsa dal Movimento 5 Stelle e dal gruppo parlamentare. L'espulsione viene duramente criticata dal presidente della Camera dei deputati Roberto Fico. Successivamente, a settembre dello stesso anno, vota la fiducia al nuovo Governo Conte II e si dichiara afferente  al gruppo di Liberi e Uguali, dichiarando di rappresentare, da indipendente, il Partito della Rifondazione Comunista in Senato.
Nel dicembre 2019 è tra i 71 firmatari per il referendum sul taglio dei parlamentari, svoltosi nel settembre 2020.
Il 15 febbraio 2021 annuncia, conformemente a Sinistra Italiana, che è parte della componente LEU, che non voterà la fiducia al Governo Draghi.
Il 26 febbraio, insieme a Elena Fattori, annuncia la sua adesione a Sinistra Italiana.
Dopo l'elezione, per la seconda volta, del Presidente della Repubblica Mattarella, si dichiara in disaccordo con la posizione contraddittoria della coalizione di centro sinistra, tra opposizione e governo Draghi, e si dichiara indipendente nel misto, in rappresentanza del Partito della Rifondazione Comunista - Sinistra Europea in Senato. Dal 24 giugno 2022 appartiene alla componente ManifestA-Potere al Popolo-Partito della Rifondazione Comunista - Sinistra Europea.
Il 3 agosto 2022 effettua dichiarazione di voto contrario alla ratifica dell'adesione di Finlandia e Svezia alla NATO.